# Barcelona Open 2025
Il Barcelona Open 2025, ufficialmente Barcelona Open Banc Sabadell 2025 per motivi di sponsorizzazione, è stato un torneo di tennis giocato sulla terra rossa. È stata la 72ª edizione del torneo facente parte dell'ATP Tour 500 nell'ambito dell'ATP Tour 2025. Si è giocato al Real Club de Tenis Barcelona di Barcellona, in Spagna, dal 14 al 20 aprile 2025.

## Partecipanti al singolare

### Teste di serie
| Nazionalità | Giocatore          | Ranking* | Testa di serie |
| ----------- | ------------------ | -------- | -------------- |
| Spagna      | Carlos Alcaraz     | 3        | 1              |
| Norvegia    | Casper Ruud        | 7        | 2              |
| Grecia      | Stefanos Tsitsipas | 8        | 3              |
|             | Andrej Rublëv      | 9        | 4              |
| Australia   | Alex de Minaur     | 10       | 5              |
| Danimarca   | Holger Rune        | 12       | 6              |
| Francia     | Arthur Fils        | 15       | 7              |
| Italia      | Lorenzo Musetti    | 16       | 8              |
| Stati Uniti | Frances Tiafoe     | 17       | 9              |

* Ranking al 7 aprile 2025.

#### Altri partecipanti
I seguenti giocatori hanno ricevuto una wildcard per il tabellone principale:
- Pablo Carreño Busta
- Albert Ramos Viñolas
- Stan Wawrinka

Il seguente giocatore è entrato in tabellone usando il ranking protetto:
- Reilly Opelka

I seguenti giocatori sono entrati nel tabellone principale passando dalle qualificazioni:

- Jesper de Jong
- Laslo Djere
- Daniel Elahi Galán
- Hamad Međedović
- Cameron Norrie
- Ethan Quinn

I seguenti giocatori sono entrati in tabellone come lucky loser:
- Damir Džumhur
- Jacob Fearnley
- Arthur Rinderknech

#### Ritiri
Prima del torneo
- Tomáš Macháč → sostituito da  Damir Džumhur
- Lorenzo Musetti → sostituito da  Arthur Rinderknech
- Lorenzo Sonego → sostituito da  Tomás Martín Etcheverry
- Jordan Thompson → sostituito da  Jacob Fearnley

## Partecipanti al doppio

### Teste di serie
| Nazione     | Giocatore        | Nazione       | Giocatore       | Ranking* | Testa di serie |
| ----------- | ---------------- | ------------- | --------------- | -------- | -------------- |
| Finlandia   | Harri Heliövaara | Regno Unito   | Henry Patten    | 7        | 1              |
| Croazia     | Nikola Mektić    | Nuova Zelanda | Michael Venus   | 27       | 2              |
| Regno Unito | Julian Cash      | Regno Unito   | Lloyd Glasspool | 31       | 3              |
| Argentina   | Máximo González  | Argentina     | Andrés Molteni  | 37       | 4              |
| Stati Uniti | Sebastian Korda  | Australia     | Jordan Thompson | 51       | 5              |

* Ranking al 7 aprile 2025.

### Altri partecipanti
Le seguenti coppie di giocatori hanno ricevuto una wildcard per il tabellone principale:
- Roberto Carballés Baena /  Fabio Fognini
- Pedro Martínez /  Jaume Munar

La seguente coppia di giocatori è entrata in tabellone come alternate:
- Petr Nouza /  Patrik Rikl

La seguente coppia di giocatori è passata dalle qualificazioni:
- Íñigo Cervantes /  Oriol Roca Batalla

#### Ritiri
Prima del torneo
- Marcelo Arévalo /  Mate Pavić → sostituiti da  Sebastián Báez /  Santiago González
- Simone Bolelli /  Andrea Vavassori → sostituiti da  Sander Arends /  Luke Johnson
- Harri Heliövaara /  Henry Patten → sostituiti da  Petr Nouza /  Patrik Rikl
- Hugo Nys /  Édouard Roger-Vasselin → sostituiti da  Hugo Nys /  John Peers

## Punti
| Evento    | V   | F   | SF  | QF  | 2T   | 1T | Q  | Q2 | Q1 |
| Singolare | 500 | 330 | 200 | 100 | 50   | 0  | 25 | 13 | 0  |
| Doppio    | 500 | 300 | 180 | 90  | N.D. | 0  | 45 | 25 | 0  |

## Montepremi
| Evento    | V        | F        | SF       | QF      | 2T      | 1T      | Q2     | Q1     |
| Singolare | 535185 € | 285435 € | 148065 € | 77305 € | 40735 € | 22305 € | 9995 € | 5605 € |
| Doppio*   | 187320 € | 99900 €  | 50540 €  | 25280 € | N.D.    | 13080 € | N.D.   | N.D.   |

*per team

## Campioni

### Singolare
- Holger Rune ha sconfitto in finale  Carlos Alcaraz con il punteggio di 7–6(6), 6–2.

### Doppio
Sander Arends /  Luke Johnson hanno sconfitto in finale  Joe Salisbury /  Neal Skupski con il punteggio di 6–3, 6(1)–7, [10–6].